# Tiranet tacat
El tiranet tacat (Ornithion inerme) és un ocell de la família dels tirànids (Tyrannidae).

## Hàbitat i distribució
Habita els boscos, localment a les terres baixes fins als 1000 m, del sud-est de Colòmbia, sud de Veneçuela, Guaiana, est de l'Equador, est del Perú, nord i est de Bolívia i Brasil amazònic i oriental.